# خاندان تاکاتسوکاسا
خاندان تاکاتسوکاسا (به ژاپنی: 鷹司家 Takutsukasa-ke) یکی از خاندان های اشرافی ژاپن بود که از خاندان فوجی‌وارا منشعب شده بود.